# Shun’ya Suzuki
Shun’ya Suzuki (japanisch 鈴木 俊也 Suzuki Shun’ya; * 24. November 2000 in der Präfektur Shizuoka) ist ein japanischer Fußballspieler.

## Karriere
Shun’ya Suzuki erlernte das Fußballspielen in den Jugendmannschaften des Friendly SC und des FC Tokyo, der Schulmannschaft der Waseda Jitsugyo High School sowie in der Universitätsmannschaft der Waseda-Universität. Zurzeit ist er von der Universität an Ōmiya Ardija ausgeliehen. Der Verein aus Ōmiya-ku spielt in der zweiten japanischen Liga, der J2 League. Voraussichtlich wird er im Februar 2023 fest von Ōmiya unter Vertrag genommen. Sein Zweitligadebüt gab Shun’ya Suzuki am 21. März 2021 im Auswärtsspiel gegen den SC Sagamihara. Hier stand er in der Startelf und spielte die kompletten 90 Minuten. Nach der Ausleihe kehrte er im Januar 2022 zur Universität zurück. Im Juni 2022 wechselte er ein zweites Mal bis Saisonende von der Universität zu Ōmiya Ardija. Hier kam er jedoch nicht zum Einsatz. Nach Ende der Ausleihe wurde Suzuki am 1. Februar 2023 fest von Ōmiya Ardija unter Vertrag genommen. Am Ende der Saison 2023 musste er mit dem Verein als Tabellenvorletzter in die dritte Liga absteigen. Am Ende der Saison 2024 feierte er mit dem Verein die Drittligameisterschaft und den Aufstieg in die zweite Liga. Nach dem Aufstieg wechselte er im Februar 2025 auf Leihbasis zum Drittligaaufsteiger Kōchi United SC.

## Erfolge
Ōmiya Ardija
- Japanischer Drittligameister: 2024